# Tebesbest
Tebesbest är en ort i Algeriet.   Den ligger i provinsen Ouargla, i den nordöstra delen av landet, 500 km sydost om huvudstaden Alger. Tebesbest ligger 70 meter över havet och antalet invånare är 41 091.
Terrängen runt Tebesbest är mycket platt. Runt Tebesbest är det mycket glesbefolkat, med 2 invånare per kvadratkilometer. Närmaste större samhälle är Touggourt, 2,7 km sydväst om Tebesbest. Trakten runt Tebesbest är ofruktbar med lite eller ingen växtlighet.